# أبو طاهر الأراني
أَبُو طَاهِر الأَرَّانِي كان أحد سكان قرية آلموت، والذي تحول إلى الإسماعيلية وانضم إلى الحشاشين وأصبح فدائيًا في عهد حسن الصباح. قام أبو طاهر باغتيال بعض الأشخاص المهمين، كما تم تكليفه بمهمة اغتيال الوزير السلجوقي نظام الملك ونجح في قتله بمدينة صحنة سنة 1092.